# Werk ohne Autor
Werk ohne Autor (literalmente Trabajo sin autor), con título de distribución internacional en inglés de Never Look Away, conocida en Argentina como Nunca apartes la mirada, en España como La sombra del pasado y en el resto de Hispanoamérica como No dejes de mirarme, es una película alemana de drama dirigida por Florian Henckel von Donnersmarck. Fue seleccionada para ser proyectada en la sección de competición principal del Festival Internacional de Cine de Venecia de 2018. También fue la selección alemana para Mejor película de habla no inglesa en los 91.º Premios Óscar. Entró a la lista de prenominados en 2018, antes de ser nominada finalmente en enero de 2019. El argumento está inspirado en la vida del artista alemán Gerhard Richter.

## Sinopsis
Cuenta la historia del artista alemán Kurt Barnert, un joven pintor criado en la Alemania nazi y en la postguerra de Dresde. De niño, siempre interesado por el arte, visita una exposición de "arte degenerado" de mano de su tía Elisabeth, que se convierte en su primera mentora, y le deja un dicho grabado a fuego "lo que es auténtico es bello".
Desgraciadamente la tía sufre un brote psicótico y es trasladada a una institución dirigida por el profesor Carl Seeband, prestigioso ginecólogo que cumple gustosamente con la orden de esterilizar (y practicar la eutanasia) a toda chica enferma o con cualquier tipo de patología que pueda comprometer el futuro de la raza aria.
Tras la tragedia de la guerra y todos los crímenes en ella cometidos, volvemos a ver a un crecido Kurt trabajando como rotulista en la República Democrática Alemana. Dados sus talentos, es recomendado para entrar en la Academia de Bellas Artes de Berlín, para hacer arte "al servicio del pueblo". Allí conocerá y se enamorará de Ellie, que cursa diseño de moda y cuyo padre es el mismo Carl Seeband.

## Reparto
- Tom Schilling como Kurt Barnert.
- Sebastian Koch como el profesor Carl Seeband.
- Paula Beer como Ellie Seeband.
- Saskia Rosendahl como Elisabeth May.
- Hanno Koffler como Günther Preusser.
- Oliver Masucci como el profesor Antonius van Verten.
- Ina Weisse como Martha Seeband.
- Rainer Bock como el Dr. Burghart Kroll
- Johanna Gastdorf como Malvine.
- Jeanette Hain como Waltraut Barnert.
- Hinnerk Schönemann como Werner Blaschke.
- Florian Bartholomäi como Günther May.
- Hans-Uwe Bauer como Horst Grimma.
- Jörg Schüttauf como Johann Barnert.
- Ben Becker como capataz.
- Lars Eidinger como gerente de exposiciones.
- Cai Cohrs como joven Kurt Barnert.

## Recepción
Never Look Away recibió reseñas generalmente positivas de parte de la crítica y de la audiencia. En el sitio web especializado Rotten Tomatoes, la película posee una aprobación de 77%, basada en 140 reseñas, con una calificación de 7.4/10 y un consenso crítico que dice: «Never Look Away llena su prolongado tiempo de ejecución con la absorbente historia de una vida increíble -- y su impacto en el artista singular que la vivió.» De parte de la audiencia tiene una aprobación de 86%, basada en más de 500 votos, con una calificación de 4.1/5.
El sitio web Metacritic le dio a la película una puntuación de 68 de 100, basada en 28 reseñas, indicando "reseñas generalmente favorables". En el sitio IMDb los usuarios le asignaron una calificación de 7.7/10, sobre la base de 21 850 votos, mientras que en la página web FilmAffinity la cinta tiene una calificación de 6.6/10, basada en 2316 votos.